# Paime
Paime là một khu tự quản thuộc tỉnh Cundinamarca, Colombia. Thủ phủ của khu tự quản Paime đóng tại Paime Khu tự quản Paime có diện tích ki lô mét vuông. Đến thời điểm ngày 28 tháng 5 năm 2005, khu tự quản Paime có dân số 6103 người.